# آلفرد تامپسون
آلفرد تامپسون (انگلیسی: Alfred Thompson; ۲۸ آوریل ۱۸۹۱ – ۱۹ آوریل ۱۹۶۹) بازیکن فوتبال اهل بریتانیا بود.
از باشگاه‌هایی که در آن بازی کرده‌است می‌توان به باشگاه فوتبال لیورپول، باشگاه فوتبال برنتفورد، باشگاه فوتبال گلوسوپ نورث اند، باشگاه فوتبال آرسنال، باشگاه فوتبال والسال، و باشگاه فوتبال گیلفورد سیتی اشاره کرد.